# Akvedukt
Akvedukt ili akvadukt (lat. aquaeductus, vodovod) je vrsta vodovoda, mostna građevina za provođenje vode preko rijeka, reljefnih zapreka i oblika (uzvišenja, različitih vrsta neravnina, dolina, jaruga) prirodnim padom od izvora do naselja. Prepoznatljivi su po mreži nadzemnih vodova, lukova, arkada i stupova, ali i kao arhitektonski simbol starorimske civilizacije, premda su akvedukte gradili i Stari Grci, Asirci i Babilonci.